# 15e étape du Tour de France 2024
Pour un article plus général, voir Tour de France 2024.
La 15e étape du Tour de France 2024 se déroule le dimanche 14 juillet 2024 entre Loudenvielle dans les Hautes-Pyrénées et le plateau de Beille en Ariège, sur une distance de 197,7 kilomètres.

## Parcours
Le second volet du week-end pyrénéen compte cinq ascensions à son programme, quatre de 1re catégorie et une arrivée au Plateau de Beille classée hors catégorie. Dès le départ et les premiers mètres, l'étape grimpe le col de Peyresourde. Après 50 kilomètres de course, le col de Menté est franchi, immédiatement suivi par l'ascension du col de Portet-d'Aspet dont le sommet se situe une quinzaine de kilomètres plus loin. Après une quarantaine de kilomètres plus aisés via Saint-Girons, les coureurs abordent la quatrième difficulté du jour : le col d'Agnes suivi des pentes non répertoriées du Port de Lers. Après la descente de ce col et une quinzaine de kilomètres dans la vallée, la longue montée finale de 15,8 km rejoint l'arrivée au Plateau de Beille.

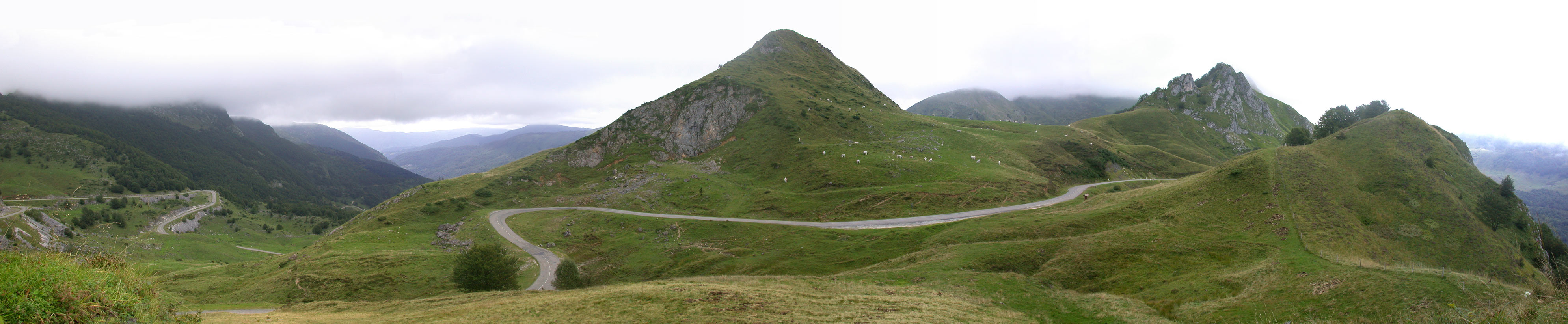
Le col d'Agnes

## Déroulement de la course
En début d'étape, un groupe de deux douzaines de coureurs se porte en tête en vue du sprint intermédiaire que le maillot vert Biniam Girmay remporte, cependant il est déclassé à la troisième place pour avoir gêné Michael Matthews. Peu après, les pentes du col de Menté se dressent devant ce groupe de tête qui se réduit rapidement pour ne plus compter qu'une quinzaine d'unités au sommet. Le peloton pointe alors à 1 min 30 s. 
Au col d'Agnes (à 60 km de l'arrivée), ils ne sont plus que quatre coureurs en tête : Laurens De Plus, Richard Carapaz, Enric Mas et Jai Hindley. Le peloton maillot jaune se trouve alors à un peu plus de 3 minutes. Les quatre fuyards sont bientôt rejoints par Tobias Johannessen au début de la descente. 
Au pied de la montée finale vers le Plateau de Beille, les cinq hommes de tête possèdent encore un avantage de 2 min 20 s sur un peloton maillot jaune réduit emmené par l'équipe Visma-Lease a Bike de Jonas Vingegaard. Dès les premières rampes de cette dernière ascension, ce peloton devenu groupe maillot jaune perd rapidement plusieurs unités et ne compte plus que six hommes quand, à 10,5 km du sommet, Vingegaard place une attaque. Il est suivi par le maillot jaune Tadej Pogačar qui ne le relaie pas. Le duo reprend rapidement les échappés et creuse un écart sur Remco Evenepoel qui s'accroche à la troisième place et sur les autres coureurs qui ne peuvent suivre le maillot blanc belge. À 5,4 km du sommet, Pogačar attaque, Vingegaard ne peut pas le suivre. Le maillot jaune slovène remporte sa troisième étape sur ce Tour et creuse d'importants écarts sur tous ses adversaires.
En grimpant les 15,8 km de la montée du Plateau de Beille en 39 min 44 s, le maillot jaune slovène pulvérise le record de l’ascension de Marco Pantani, établi sur le Tour de France 1998 en 43 min 28 s. Il est à noter que Vingegaard et Evenepoel, qui ont parcouru les deux tiers de cette ascension sans être relayés, ont aussi réalisé un temps inférieur à celui de Pantani.

## Résultats
Cette section présente les résultats et prix obtenus au cours de l'étape.

### Classement de l'étape
| Classement de la 14e étape | Classement de la 14e étape | Classement de la 14e étape | Classement de la 14e étape | Classement de la 14e étape |
|                            | Coureur                    | Pays                       | Équipe                     | Temps                      |
| -------------------------- | -------------------------- | -------------------------- | -------------------------- | -------------------------- |
| 1er                        | Tadej Pogačar              | Slovénie                   | UAE Team Emirates          | en 5 h 13 min 55 s         |
| 2e                         | Jonas Vingegaard           | Danemark                   | Team Visma-Lease a Bike    | + 1 min 8 s                |
| 3e                         | Remco Evenepoel            | Belgique                   | Soudal Quick-Step          | + 2 min 51 s               |
| 4e                         | Mikel Landa                | Espagne                    | Soudal Quick-Step          | + 3 min 54 s               |
| 5e                         | João Almeida               | Portugal                   | UAE Team Emirates          | + 4 min 43 s               |
| 6e                         | Adam Yates                 | Royaume-Uni                | UAE Team Emirates          | + 4 min 56 s               |
| 7e                         | Santiago Buitrago          | Colombie                   | Bahrain Victorious         | + 5 min 8 s                |
| 8e                         | Carlos Rodríguez           | Espagne                    | Ineos Grenadiers           | + 5 min 8 s                |
| 9e                         | Richard Carapaz            | Équateur                   | EF Education-EasyPost      | + 5 min 41 s               |
| 10e                        | Felix Gall                 | Autriche                   | Decathlon-AG2R La Mondiale | + 5 min 57 s               |
| modifier                   |                            |                            |                            |                            |

### Bonifications en temps
|   | Coureur          | Pays     | Équipe                  | Secondes |
| - | ---------------- | -------- | ----------------------- | -------- |
| 1 | Tadej Pogačar    | Slovénie | UAE Team Emirates       | 10 s     |
| 2 | Jonas Vingegaard | Danemark | Team Visma-Lease a Bike | 6 s      |
| 3 | Remco Evenepoel  | Belgique | Soudal Quick-Step       | 4 s      |

### Points attribués
| Sprint intermédiaire Marignac (km 37) | Sprint intermédiaire Marignac (km 37) | Sprint intermédiaire Marignac (km 37) | Sprint intermédiaire Marignac (km 37) | Sprint intermédiaire Marignac (km 37) |
| ------------------------------------- | ------------------------------------- | ------------------------------------- | ------------------------------------- | ------------------------------------- |
|                                       | Coureur                               | Pays                                  | Équipe                                | Point(s)                              |
| 1er                                   | Michael Matthews                      | Australie                             | Team Jayco AlUla                      | 20                                    |
| 2e                                    | Louis Meintjes                        | Afrique du Sud                        | Intermarché-Wanty                     | 17                                    |
| 3e                                    | Biniam Girmay                         | Érythrée                              | Intermarché-Wanty                     | 15                                    |
| 4e                                    | Bob Jungels                           | Luxembourg                            | Red Bull-Bora-Hansgrohe               | 13                                    |
| 5e                                    | Jai Hindley                           | Australie                             | Red Bull-Bora-Hansgrohe               | 11                                    |
| 6e                                    | Nico Denz                             | Allemagne                             | Red Bull-Bora-Hansgrohe               | 10                                    |
| 7e                                    | Magnus Cort Nielsen                   | Danemark                              | Uno-X Mobility                        | 9                                     |
| 8e                                    | Tobias Johannessen                    | Norvège                               | Uno-X Mobility                        | 8                                     |
| 9e                                    | Gregor Mühlberger                     | Autriche                              | Movistar Team                         | 7                                     |
| 10e                                   | Michał Kwiatkowski                    | Pologne                               | Ineos Grenadiers                      | 6                                     |
| 11e                                   | Davide Formolo                        | Italie                                | Movistar Team                         | 5                                     |
| 12e                                   | Nans Peters                           | France                                | Decathlon-AG2R La Mondiale            | 4                                     |
| 13e                                   | Lenny Martinez                        | France                                | Groupama-FDJ                          | 3                                     |
| 14e                                   | Enric Mas                             | Espagne                               | Movistar Team                         | 2                                     |
| 15e                                   | Jakob Fuglsang                        | Danemark                              | Israel-Premier Tech                   | 1                                     |
| modifier                              |                                       |                                       |                                       |                                       |

| Arrivée d'étape Plateau de Beille (km 197,7) | Arrivée d'étape Plateau de Beille (km 197,7) | Arrivée d'étape Plateau de Beille (km 197,7) | Arrivée d'étape Plateau de Beille (km 197,7) | Arrivée d'étape Plateau de Beille (km 197,7) |
| -------------------------------------------- | -------------------------------------------- | -------------------------------------------- | -------------------------------------------- | -------------------------------------------- |
|                                              | Coureur                                      | Pays                                         | Équipe                                       | Point(s)                                     |
| 1er                                          | Tadej Pogačar                                | Slovénie                                     | UAE Team Emirates                            | 20                                           |
| 2e                                           | Jonas Vingegaard                             | Danemark                                     | Team Visma-Lease a Bike                      | 17                                           |
| 3e                                           | Remco Evenepoel                              | Belgique                                     | Soudal Quick-Step                            | 15                                           |
| 4e                                           | Mikel Landa                                  | Espagne                                      | Soudal Quick-Step                            | 13                                           |
| 5e                                           | João Almeida                                 | Portugal                                     | UAE Team Emirates                            | 11                                           |
| 6e                                           | Adam Yates                                   | Royaume-Uni                                  | UAE Team Emirates                            | 10                                           |
| 7e                                           | Santiago Buitrago                            | Colombie                                     | Bahrain Victorious                           | 9                                            |
| 8e                                           | Carlos Rodríguez                             | Espagne                                      | Ineos Grenadiers                             | 8                                            |
| 9e                                           | Richard Carapaz                              | Équateur                                     | EF Education-EasyPost                        | 7                                            |
| 10e                                          | Felix Gall                                   | Autriche                                     | Decathlon-AG2R La Mondiale                   | 6                                            |
| 11e                                          | Tobias Johannessen                           | Norvège                                      | Uno-X Mobility                               | 5                                            |
| 12e                                          | Derek Gee                                    | Canada                                       | Israel-Premier Tech                          | 4                                            |
| 13e                                          | Giulio Ciccone                               | Italie                                       | Lidl-Trek                                    | 3                                            |
| 14e                                          | Laurens De Plus                              | Belgique                                     | Ineos Grenadiers                             | 2                                            |
| 15e                                          | Enric Mas                                    | Espagne                                      | Movistar Team                                | 1                                            |
| modifier                                     |                                              |                                              |                                              |                                              |

| \| Coureur \| Pays \| Équipe \| Points \| \| ------------- \| -------- \| ----------------- \| ---------- \| \| Biniam Girmay \| Érythrée \| Intermarché-Wanty \| - 5 points \| |          |                   |            |
| Coureur | Pays     | Équipe            | Points     |
| Biniam Girmay | Érythrée | Intermarché-Wanty | - 5 points |

### Cols et côtes
| Col de Peyresourde (km 7) 1re catégorie (6,9 km à 7,8 %) | Col de Peyresourde (km 7) 1re catégorie (6,9 km à 7,8 %) | Col de Peyresourde (km 7) 1re catégorie (6,9 km à 7,8 %) | Col de Peyresourde (km 7) 1re catégorie (6,9 km à 7,8 %) | Col de Peyresourde (km 7) 1re catégorie (6,9 km à 7,8 %) |
| -------------------------------------------------------- | -------------------------------------------------------- | -------------------------------------------------------- | -------------------------------------------------------- | -------------------------------------------------------- |
|                                                          | Coureur                                                  | Pays                                                     | Équipe                                                   | Point(s)                                                 |
| 1er                                                      | David Gaudu                                              | France                                                   | Groupama-FDJ                                             | 10                                                       |
| 2e                                                       | Oier Lazkano                                             | Espagne                                                  | Movistar Team                                            | 8                                                        |
| 3e                                                       | Romain Bardet                                            | France                                                   | Team dsm-firmenich PostNL                                | 6                                                        |
| 4e                                                       | Marc Soler                                               | Espagne                                                  | UAE Team Emirates                                        | 4                                                        |
| 5e                                                       | Richard Carapaz                                          | Équateur                                                 | EF Education-EasyPost                                    | 2                                                        |
| 6e                                                       | Tadej Pogačar                                            | Slovénie                                                 | UAE Team Emirates                                        | 1                                                        |
| modifier                                                 |                                                          |                                                          |                                                          |                                                          |

| Col de Menté (km 50) 1re catégorie (9,3 km à 9,1 %) | Col de Menté (km 50) 1re catégorie (9,3 km à 9,1 %) | Col de Menté (km 50) 1re catégorie (9,3 km à 9,1 %) | Col de Menté (km 50) 1re catégorie (9,3 km à 9,1 %) | Col de Menté (km 50) 1re catégorie (9,3 km à 9,1 %) |
| --------------------------------------------------- | --------------------------------------------------- | --------------------------------------------------- | --------------------------------------------------- | --------------------------------------------------- |
|                                                     | Coureur                                             | Pays                                                | Équipe                                              | Point(s)                                            |
| 1er                                                 | Javier Romo                                         | Espagne                                             | Movistar Team                                       | 10                                                  |
| 2e                                                  | Richard Carapaz                                     | Équateur                                            | EF Education-EasyPost                               | 8                                                   |
| 3e                                                  | Alex Aranburu                                       | Espagne                                             | Movistar Team                                       | 6                                                   |
| 4e                                                  | Enric Mas                                           | Espagne                                             | Movistar Team                                       | 4                                                   |
| 5e                                                  | Laurens De Plus                                     | Belgique                                            | Ineos Grenadiers                                    | 2                                                   |
| 6e                                                  | Tobias Johannessen                                  | Norvège                                             | Uno-X Mobility                                      | 1                                                   |
| modifier                                            |                                                     |                                                     |                                                     |                                                     |

| Col de Portet-d'Aspet (km 65,4) 1re catégorie (4,3 km à 9,6 %) | Col de Portet-d'Aspet (km 65,4) 1re catégorie (4,3 km à 9,6 %) | Col de Portet-d'Aspet (km 65,4) 1re catégorie (4,3 km à 9,6 %) | Col de Portet-d'Aspet (km 65,4) 1re catégorie (4,3 km à 9,6 %) | Col de Portet-d'Aspet (km 65,4) 1re catégorie (4,3 km à 9,6 %) |
| -------------------------------------------------------------- | -------------------------------------------------------------- | -------------------------------------------------------------- | -------------------------------------------------------------- | -------------------------------------------------------------- |
|                                                                | Coureur                                                        | Pays                                                           | Équipe                                                         | Point(s)                                                       |
| 1er                                                            | Tobias Johannessen                                             | Norvège                                                        | Uno-X Mobility                                                 | 10                                                             |
| 2e                                                             | Javier Romo                                                    | Espagne                                                        | Movistar Team                                                  | 8                                                              |
| 3e                                                             | Bob Jungels                                                    | Luxembourg                                                     | Red Bull-Bora-Hansgrohe                                        | 6                                                              |
| 4e                                                             | Ben Healy                                                      | Irlande                                                        | EF Education-EasyPost                                          | 4                                                              |
| 5e                                                             | Jai Hindley                                                    | Australie                                                      | Red Bull-Bora-Hansgrohe                                        | 2                                                              |
| 6e                                                             | Jakob Fuglsang                                                 | Danemark                                                       | Israel-Premier Tech                                            | 1                                                              |
| modifier                                                       |                                                                |                                                                |                                                                |                                                                |

| Col d'Agnes (km 138,6) 1re catégorie (10,0 km à 8,2 %) | Col d'Agnes (km 138,6) 1re catégorie (10,0 km à 8,2 %) | Col d'Agnes (km 138,6) 1re catégorie (10,0 km à 8,2 %) | Col d'Agnes (km 138,6) 1re catégorie (10,0 km à 8,2 %) | Col d'Agnes (km 138,6) 1re catégorie (10,0 km à 8,2 %) |
| ------------------------------------------------------ | ------------------------------------------------------ | ------------------------------------------------------ | ------------------------------------------------------ | ------------------------------------------------------ |
|                                                        | Coureur                                                | Pays                                                   | Équipe                                                 | Point(s)                                               |
| 1er                                                    | Laurens De Plus                                        | Belgique                                               | Ineos Grenadiers                                       | 10                                                     |
| 2e                                                     | Richard Carapaz                                        | Équateur                                               | EF Education-EasyPost                                  | 8                                                      |
| 3e                                                     | Enric Mas                                              | Espagne                                                | Movistar Team                                          | 6                                                      |
| 4e                                                     | Jai Hindley                                            | Australie                                              | Red Bull-Bora-Hansgrohe                                | 4                                                      |
| 5e                                                     | Tobias Johannessen                                     | Norvège                                                | Uno-X Mobility                                         | 2                                                      |
| 6e                                                     | Simon Yates                                            | Royaume-Uni                                            | Team Jayco AlUla                                       | 1                                                      |
| modifier                                               |                                                        |                                                        |                                                        |                                                        |

| \| Plateau de Beille (km 197,7) Hors catégorie (15,8 km à 7,9 %) \| Plateau de Beille (km 197,7) Hors catégorie (15,8 km à 7,9 %) \| Plateau de Beille (km 197,7) Hors catégorie (15,8 km à 7,9 %) \| Plateau de Beille (km 197,7) Hors catégorie (15,8 km à 7,9 %) \| Plateau de Beille (km 197,7) Hors catégorie (15,8 km à 7,9 %) \| \| ------------------------------------------------------------- \| ------------------------------------------------------------- \| ------------------------------------------------------------- \| ------------------------------------------------------------- \| ------------------------------------------------------------- \| \| \| Coureur \| Pays \| Équipe \| Point(s) \| \| 1er \| Tadej Pogačar \| Slovénie \| UAE Team Emirates \| 20 \| \| 2e \| Jonas Vingegaard \| Danemark \| Team Visma-Lease a Bike \| 15 \| \| 3e \| Remco Evenepoel \| Belgique \| Soudal Quick-Step \| 12 \| \| 4e \| Mikel Landa \| Espagne \| Soudal Quick-Step \| 10 \| \| 5e \| João Almeida \| Portugal \| UAE Team Emirates \| 8 \| \| 6e \| Adam Yates \| Royaume-Uni \| UAE Team Emirates \| 6 \| \| 7e \| Santiago Buitrago \| Colombie \| Bahrain Victorious \| 4 \| \| 8e \| Carlos Rodríguez \| Espagne \| Ineos Grenadiers \| 2 \| \| modifier \| \| \| \| \| |                   |             |                         |          |
| Plateau de Beille (km 197,7) Hors catégorie (15,8 km à 7,9 %) |                   |             |                         |          |
| | Coureur           | Pays        | Équipe                  | Point(s) |
| 1er | Tadej Pogačar     | Slovénie    | UAE Team Emirates       | 20       |
| 2e | Jonas Vingegaard  | Danemark    | Team Visma-Lease a Bike | 15       |
| 3e | Remco Evenepoel   | Belgique    | Soudal Quick-Step       | 12       |
| 4e | Mikel Landa       | Espagne     | Soudal Quick-Step       | 10       |
| 5e | João Almeida      | Portugal    | UAE Team Emirates       | 8        |
| 6e | Adam Yates        | Royaume-Uni | UAE Team Emirates       | 6        |
| 7e | Santiago Buitrago | Colombie    | Bahrain Victorious      | 4        |
| 8e | Carlos Rodríguez  | Espagne     | Ineos Grenadiers        | 2        |
| modifier |                   |             |                         |          |

### Prix de la combativité
- Richard Carapaz (EF Education-EasyPost)

## Classements à l'issue de l'étape
Cette section présente le classement général et les différents classements annexes à l'issue de l'étape.

### Classement général
| Classement général | Classement général | Classement général | Classement général      | Classement général  |
|                    | Coureur            | Pays               | Équipe                  | Temps               |
| ------------------ | ------------------ | ------------------ | ----------------------- | ------------------- |
| 1er                | Tadej Pogačar      | Slovénie           | UAE Team Emirates       | en 61 h 56 min 24 s |
| 2e                 | Jonas Vingegaard   | Danemark           | Team Visma-Lease a Bike | + 3 min 9 s         |
| 3e                 | Remco Evenepoel    | Belgique           | Soudal Quick-Step       | + 5 min 19 s        |
| 4e                 | João Almeida       | Portugal           | UAE Team Emirates       | + 10 min 54 s       |
| 5e                 | Mikel Landa        | Espagne            | Soudal Quick-Step       | + 11 min 21 s       |
| 6e                 | Carlos Rodríguez   | Espagne            | Ineos Grenadiers        | + 11 min 27 s       |
| 7e                 | Adam Yates         | Royaume-Uni        | UAE Team Emirates       | + 13 min 38 s       |
| 8e                 | Giulio Ciccone     | Italie             | Lidl-Trek               | + 15 min 48 s       |
| 9e                 | Derek Gee          | Canada             | Israel-Premier Tech     | + 16 min 12 s       |
| 10e                | Santiago Buitrago  | Colombie           | Bahrain Victorious      | + 16 min 32 s       |
| modifier           |                    |                    |                         |                     |

| Classement par points | Classement par points | Classement par points | Classement par points   | Classement par points |
| --------------------- | --------------------- | --------------------- | ----------------------- | --------------------- |
|                       | Coureur               | Pays                  | Équipe                  | Point(s)              |
| 1er                   | Biniam Girmay         | Érythrée              | Intermarché-Wanty       | 363 points            |
| 2e                    | Jasper Philipsen      | Belgique              | Alpecin-Deceuninck      | 277 pts               |
| 3e                    | Bryan Coquard         | France                | Cofidis                 | 147 pts               |
| 4e                    | Arnaud De Lie         | Belgique              | Lotto Dstny             | 142 pts               |
| 5e                    | Anthony Turgis        | France                | TotalEnergies           | 141 pts               |
| 6e                    | Tadej Pogačar         | Slovénie              | UAE Team Emirates       | 136 pts               |
| 7e                    | Jonas Abrahamsen      | Norvège               | Uno-X Mobility          | 133 pts               |
| 8e                    | Wout van Aert         | Belgique              | Team Visma-Lease a Bike | 114 pts               |
| 9e                    | Remco Evenepoel       | Belgique              | Soudal Quick-Step       | 112 pts               |
| 10e                   | Pascal Ackermann      | Allemagne             | Israel-Premier Tech     | 102 pts               |
| modifier              |                       |                       |                         |                       |

| Classement du meilleur grimpeur | Classement du meilleur grimpeur | Classement du meilleur grimpeur | Classement du meilleur grimpeur | Classement du meilleur grimpeur |
| ------------------------------- | ------------------------------- | ------------------------------- | ------------------------------- | ------------------------------- |
|                                 | Coureur                         | Pays                            | Équipe                          | Point(s)                        |
| 1er                             | Tadej Pogačar                   | Slovénie                        | UAE Team Emirates               | 77 points                       |
| 2e                              | Jonas Vingegaard                | Danemark                        | Team Visma-Lease a Bike         | 58 pts                          |
| 3e                              | Remco Evenepoel                 | Belgique                        | Soudal Quick-Step               | 42 pts                          |
| 4e                              | Jonas Abrahamsen                | Norvège                         | Uno-X Mobility                  | 36 pts                          |
| 5e                              | Oier Lazkano                    | Espagne                         | Movistar                        | 35 pts                          |
| 6e                              | David Gaudu                     | France                          | Groupama-FDJ                    | 30 pts                          |
| 7e                              | Carlos Rodríguez                | Espagne                         | Ineos Grenadiers                | 24 pts                          |
| 8e                              | Richard Carapaz                 | Équateur                        | EF Education-EasyPost           | 22 pts                          |
| 9e                              | Ben Healy                       | Irlande                         | EF Education-EasyPost           | 21 pts                          |
| 10e                             | Javier Romo                     | Espagne                         | Movistar Team                   | 18 pts                          |
| modifier                        |                                 |                                 |                                 |                                 |

| Classement général du meilleur jeune | Classement général du meilleur jeune | Classement général du meilleur jeune | Classement général du meilleur jeune | Classement général du meilleur jeune |
|                                      | Coureur                              | Pays                                 | Équipe                               | Temps                                |
| ------------------------------------ | ------------------------------------ | ------------------------------------ | ------------------------------------ | ------------------------------------ |
| 1er                                  | Remco Evenepoel                      | Belgique                             | Soudal Quick-Step                    | en 62 h 1 min 43 s                   |
| 2e                                   | Carlos Rodríguez                     | Espagne                              | Ineos Grenadiers                     | + 6 min 8 s                          |
| 3e                                   | Santiago Buitrago                    | Colombie                             | Bahrain Victorious                   | + 11 min 13 s                        |
| 4e                                   | Matteo Jorgenson                     | États-Unis                           | Team Visma-Lease a Bike              | + 14 min 56 s                        |
| 5e                                   | Ben Healy                            | Irlande                              | EF Education-EasyPost                | + 24 min 7 s                         |
| 6e                                   | Javier Romo                          | Espagne                              | Movistar Team                        | + 42 min 46 s                        |
| 7e                                   | Ilan Van Wilder                      | Belgique                             | Soudal Quick-Step                    | + 1 h 9 min 22 s                     |
| 8e                                   | Tobias Johannessen                   | Norvège                              | Uno-X Mobility                       | + 1 h 21 min 39 s                    |
| 9e                                   | Jordan Jegat                         | France                               | TotalEnergies                        | + 1 h 43 min 4 s                     |
| 10e                                  | Romain Grégoire                      | France                               | Groupama-FDJ                         | + 1 h 49 min 59 s                    |
| modifier                             |                                      |                                      |                                      |                                      |

| Classement par équipes | Classement par équipes  | Classement par équipes | Classement par équipes |
|                        | Équipe                  | Pays                   | Temps                  |
| ---------------------- | ----------------------- | ---------------------- | ---------------------- |
| 1re                    | UAE Team Emirates       | Émirats arabes unis    | en 186 h 12 min 0 s    |
| 2e                     | Team Visma-Lease a Bike | Pays-Bas               | + 55 min 3 s           |
| 3e                     | Soudal Quick-Step       | Belgique               | + 58 min 59 s          |
| 4e                     | Ineos Grenadiers        | Royaume-Uni            | + 1 h 19 min 19 s      |
| 5e                     | Lidl-Trek               | États-Unis             | + 2 h 4 min 45 s       |
| 6e                     | EF Education-EasyPost   | États-Unis             | + 2 h 23 min 6 s       |
| 7e                     | Movistar Team           | Espagne                | + 2 h 23 min 41 s      |
| 8e                     | Bahrain Victorious      | Bahreïn                | + 2 h 26 min 47 s      |
| 9e                     | Red Bull-Bora-Hansgrohe | Allemagne              | + 2 h 30 min 1 s       |
| 10e                    | Israel-Premier Tech     | Israël                 | + 3 h 11 min 11 s      |
| modifier               |                         |                        |                        |

## Abandons
Deux coureurs ont abandonné :
- Gerben Thijssen (Intermarché-Wanty) : abandon
- Bram Welten (Team dsm-firmenich PostNL) : hors délais